# Bloemencorso Loenhout
Bloemencorso Loenhout is een jaarlijks evenement dat plaatsvindt in Loenhout (Wuustwezel). Jaarlijks komen er ongeveer 20.000 bezoekers. Het eerste bloemencorso in Loenhout was in 1952.

## Bloemencorso
Aan het Bloemencorso in Loenhout doen jaarlijks 13 corsowijken uit Loenhout en omstreken mee, ieder met hun eigen corsowagen, die hoofdzakelijk versierd is met dahlia's maar ook veel zogenoemde "biomaterialen" zoals bessen, zaden, bladeren, pluimen en verschillende soorten groenten. Hoewel er zo veel mogelijk wordt vastgehouden aan natuurlijke materialen worden er sinds een aantal jaren ook steeds meer "synthetische" materialen gebruikt. Veel soorten gerecycleerd plastic, houten planken en ijzeren elementen zijn steeds vaker terug te vinden.

## Voorbereiding
De belangrijkste bloem is de dahlia. Deze worden door de corsowijken zelf verbouwd op stukken grond rondom Loenhout. Het Bloemencorso Loenhout werkt met een jaarlijks thema. Dit thema wordt voorafgaand aan het huidige seizoen gekozen voor het daaropvolgende seizoen. Binnen dit thema gaat een groep van ontwerpers aan de slag met het maken van ontwerpen. Ontwerpen worden gepresenteerd in de vorm van een impressietekening, maquette, bouwtekening of moodboard/collage. Eind maart komen alle corsowijken bij elkaar in de bloemenveiling van Loenhout om, middels een loting, hun ontwerp te kiezen voor dat seizoen.

### Zaterdag
Het bloemencorso gaat door op de eerste zaterdag van september en volgt een vastgesteld parcours. Alle buurtschappen maken de wagens klaar met miljoenen dahlia’s. Daarnaast begin de kermis op het Burgemeester Jozef Van Looverenplein (tegenover de kerk).

### Zondag
In de middag tussen 14.00 en 1600 uur begin het Koninklijke Loenhoutse Bloemencorso, met foodtrucks en een kinderfoor op het Van Looverenplein.

### Maandag
In de namiddag beginnen de activiteiten voor de kinderen van GBS ‘t Blokje en BUSO Berkenbeek. Het hoofdevenement is de tentoonstelling van de praalwagens i.s.m. het Bloementeam Loenhout. De dag eindigt om 19.00 met een groot corsobal en de uitreiking van de buurtschappenprijs.

## Geschiedenis
De eerste Loenhoutse Bloemencorso in 1952 reed uit ter ere van de vernieuwde weg van Brecht naar Loenhout. Een feestelijke stoet van Burgemeester, Raadslieden, muziekkorpsen en 18 bloemenwagens trok naar de dorpskern van Loenhout, waar een jury de prijzen toekende. Alle deelnemende kinderen kregen snoep, een traditie die tot op vandaag bestaat. De muzikanten van de Heidegalm en Sint-Lucia nodigden de bevolking om te dansen.
In 1957 werd een bestuurscomitétje van 12 leden op gericht. Jan Verschraegen werd voorzitter van de Corso (tot en met 1985). Ieder jaar werden er experts uitgenodigd om te zetelen in de jury. Zij waren experts op het gebied van wagenbouw, bloemen, kunst of zoals Tante Terry hier op de foto, kinderanimatie. In 1962 werd de Corso opgedragen aan de wijding van Monseigneur Jansen, hij was een Loenhoutenaar die Bisschop van een Congolees bisdom was. De monseigneur was aanwezig bij de stoet. In 1965 werd voor de eerste maal de “Prijs van de Toeschouwer” toegekend op basis van stemformulieren die aan niet-Loenhoutenaren op het parcours worden uitgedeeld. Enkele jaren later volgde de “Prijs van het Kind”. Ook vandaag nog is het voor elke wagenbouwer een grote eer deze prijzen te mogen ontvangen.
In jaren 80’s werd Jos Ansoms gekozen als jongste burgemeester van Loenhout en wordt onmiddellijk beschermheer van de Corso in 1972. Later in 1978 werden de eerste verkiezing van een Corsoprins -en prinses gedaan. Deze waren 2 leerlingen van het 6e leerjaar, die werden gekleed in feestelijke klederen en openen de stoet.
In de jaren 90’s werd de “kinderstoet” tot een volwaardig kinderfeest met gratis inkom voor kinderen en een kermis op het Huffelplein in 1983uitgebouwd. Jaarlijks op maandag na de Corso wordt voor alle dorpskinderen een groot feest georganiseerd met optreden van goochelaars, clowns, poppenkast en nog meer leuks. Later in 1986 werd het reglement van de Corso aangepast en drie categorieën van wagens werden ingevoerd: de Corsowagens, de Bloemenwagens en de snoepstoet. Sinds 2013 is hier nog een categorie aan toegevoegd: de Juniorwagens. In 1990 kreeg de stoet als thema de sprookjes van Koningin Fabiola door de Jubileumjaar van Koning Boudewijn. In 1992 werd het “Bloemencomité” opgericht, door de groeiende vraag naar aan steeds meer bloemen die in de Bloemencorso werden gebruikt. Dit gebeurde via internationale contacten met andere corso’s een uitwisselingsprogramma. Later in 1996 was het themajaar Strips naar aanleiding van het Belgische Stripjaar.
In 2001 werd de 50ste Bloemencorso gevierd. Het corso-parcours werd omwille van het jubileumjaar versierd met levensgrote bloemstukken. Wegens grote onweer werd de uitgave bemoeilijkt. Een jaar later in 2002 kreeg de Bloemencorso de officiële titel “Koninklijke” Loenhoutse Bloemencorso. Doordat de 50 jaar onafgebroken bestond. In 2007 werden de jaarthema’s uitgebreid buiten ‘kinderfantasie’.
In 2011 werd er een monument ingehuldigd ter ere van het 60-jarig bestaan van de Loenhoutse bloemencorso. Later in 2013werd Bloemencorso Loenhout erkend als immaterieel cultureel erfgoed. Later voor de 65ste editie werd speciaal ter gelegenheid van dit jubileum pakt de corso uit met haar eigen corsobier, Amis Fleur IPA in 2016. In hetzelfde jaar kwam de eerste corso-ambassadrice: Vlaams topmodel Ine Neefs. Verder werd de Bloemencorso Loenhout tot een VZW met een benoemd bestuur dat de dagelijkse gang van zaken regelt.
In 2018 werd de Corso onderdeel van de Corsokoepel. De Corsokoepel was opgericht als overkoepelende stichting om de belangen van de Belgische en Nederlandse corso’s te behartigen. Het doel van de Corsokoepel is het bevorderen van de onderlinge samenwerking, de promotie van de verschillende corso’s in het algemeen en het werken aan de plaatsing van deze corso’s op de internationale Unesco inventarislijst voor immaterieel erfgoed. Het bestuur werd gevormd door vertegenwoordigers uit verschillende corsoplaatsen.